# Cepsa Truck Team
El Cepsa Truck Team, también conocido en España como Equipo Cepsa, fue un equipo de automovilismo español fundado por la petrolera española Cepsa. Participó en la modalidad de carreras de camiones teniendo como piloto a Antonio Albacete, quien se proclamó tres veces campeón de Europa de camiones con el equipo Cepsa.
La escudería, desde su fundación en 1997, fue propiedad de Cepsa hasta que ésta se la vendió al propio Albacete antes de comenzar la temporada 2014 del Campeonato de Europa de Carreras de Camiones (ETRC). Desde entonces, Cepsa tan sólo era el patrocinador del equipo.
El director del equipo era Iván Cruz. Por otra parte, los camiones que utilizó en el Campeonato de Europa de Carreras de Camiones los preparaba el equipo Truck Sport Lutz Bernau, con el que compitieron en el título de equipos en numerosos años, proclamándose campeones en tres de ellas (2011, 2013 y 2014).

## Trayectoria

### Copa de Europa de Carreras de Camiones
En 1997 debutó en la Copa de Europa de Carreras de Camiones de la Federación Internacional del Automóvil (FIA), y su piloto Antonio Albacete fue 7.º. En 1998 fue 6.º, en 1999 fue 5.º, en 2000 fue 7.º. Tras varios años estando en el top 10, en 2001 consiguieron llegar al podio en la general del ETRC, acabando terceros. En 2002 repetierron el tercer escalón del podio. Tras volver a ser séptimos en 2003, cuando compitieron en la categoría SuperCamión de Carreras con un prototipo de Buggyra; y en 2004, en 2005 llegó el primer título de Albacete para el Equipo Cepsa.

Logotipo de Cepsa, empresa fundadora, propietaria y patrocinadora del equipo.

### Campeonato de Europa de Carreras de Camiones
Tras la reforma de la competición que propició que se acabasen con las categorías y sólo hubiese una, Albacete ganó con el Cepsa Truck Team el primer título del ETRC bajo la denominación de Campeonato. Ganó once victorias
Albacete ganó el título de campeón de Europa 2007 pero la FIA, en una apelación, se lo quitó. Ese año ganaron 9 carreras y consiguieron 30 podios. En 2008 Albacete acabó tercero con nueve victorias y en 2009 fue subcampeón con 14.

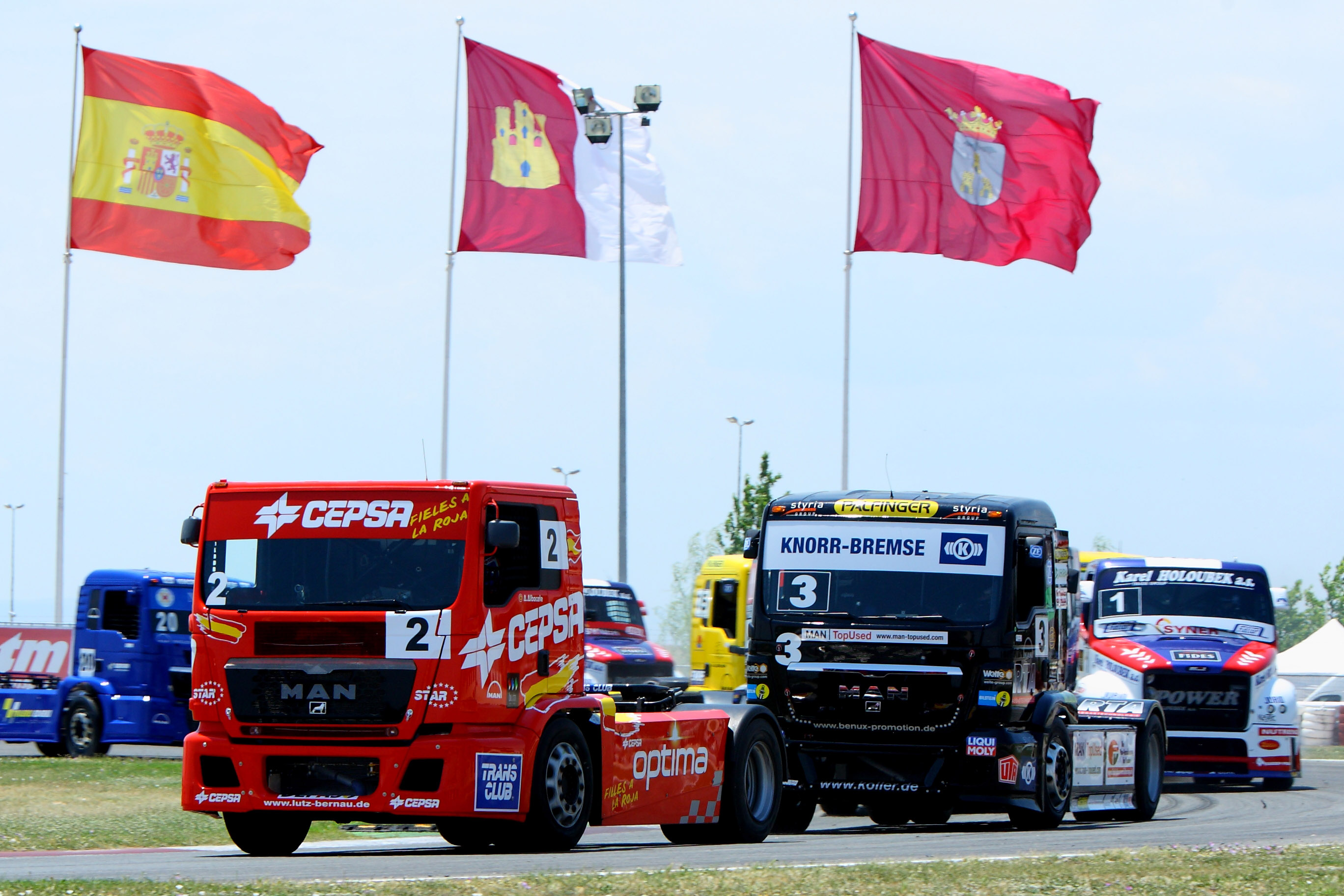
Albacete liderando en el GP Camión de las Naciones 2010.

 En 2010 Albacete volvió a ser campeón corriendo para el Equipo Cepsa con diez victorias. Además, ese año el equipo compitió por primera vez en el título de equipos junto al Truck Sport Lutz Bernau, acabando subcamepones.
En 2011 el equipo, junto al Truck Sport Lutz Bernau, se proclamó campeón del título de equipos por primera vez en su historia. Por su parte, Albacete fue subcampeón del ETRC con ocho victorias. El año siguiente Albacete repite subcampeonato con nueve victorias y el equipo no participó en el campeonato de equipos.
En 2013 llegó el segundo título de equipos junto al Truck Sport Lutz Bernau. Por su parte, Albacete fue subcampeón, quedando a cinco puntos del campeón Jochen Hahn. Ganó nueve carreras.
En 2014 el equipo pasó a ser propiedad de Albacete, y volvió a ser campeón del título de equipos junto al Truck Sport Lutz Bernau. Albacete finalizó tercero con cinco victorias.
En 2015 Albacete fue 5.º con cinco victorias y el equipo, junto al Truck Sport Lutz Bernau, fue 4.º en el campeonato de equipos.

## Resultados

### Resultados del equipo en el Campeonato de equipos del ETRC
| Año  | Vehículo | Pilotos          | Pos. |
| ---- | -------- | ---------------- | ---- |
| 2010 | MAN      | Antonio Albacete | 2    |
| 2011 | MAN      | Antonio Albacete | 1    |
| 2013 | MAN      | Antonio Albacete | 1    |
| 2014 | MAN      | Antonio Albacete | 1    |
| 2015 | MAN      | Antonio Albacete | 4    |

### Resultados de sus pilotos en el Campeonato de Europa de Carreras de Camiones
| Año  | Camión | N.º | Equipo           | 1     | 1       | 1     | 1       | 2       | 2     | 2     | 2     | 3      | 3     | 3       | 3      | 4       | 4     | 4     | 4      | 5     | 5     | 5     | 5       | 6     | 6       | 6       | 6       | 7       | 7       | 7       | 7     | 8       | 8     | 8     | 8       | 9       | 9       | 9     | 9     | 10      | 10    | 10      | 10      | 11     | 11    | 11    | 11      | Posición | Puntos |
| ---- | ------ | --- | ---------------- | ----- | ------- | ----- | ------- | ------- | ----- | ----- | ----- | ------ | ----- | ------- | ------ | ------- | ----- | ----- | ------ | ----- | ----- | ----- | ------- | ----- | ------- | ------- | ------- | ------- | ------- | ------- | ----- | ------- | ----- | ----- | ------- | ------- | ------- | ----- | ----- | ------- | ----- | ------- | ------- | ------ | ----- | ----- | ------- | -------- | ------ |
| 2006 | MAN    | 1   | Antonio Albacete | BAR 3 | BAR 3   | BAR 3 | BAR 1   | MIS 1   | MIS 1 | MIS 2 | MIS 1 | ALB 2  | ALB 4 | ALB DSQ | ALB 12 | NOG Ret | NOG 6 | NOG 6 | NOG 5  | NUR 1 | NUR 2 | NUR 2 | NUR Ret | MOS 1 | MOS 1   | MOS 1   | MOS 1   | ZOL 3   | ZOL 3   | ZOL 4   | ZOL 3 | JAR 3   | JAR 1 | JAR 2 | JAR 1   | LMS 5   | LMS 2   | LMS 2 | LMS 2 |         |       |         |         |        |       |       |         | 1.º      | 346    |
| 2007 | MAN    | 1   | Antonio Albacete | BAR 3 | BAR 2   | BAR 3 | BAR Ret | ZOL 3   | ZOL 3 | ZOL 4 | ZOL 3 | ALB 1  | ALB 1 | ALB 2   | ALB 4  | NOG 3   | NOG 2 | NOG 1 | NOG 1  | NUR 3 | NUR 3 | NUR 2 | NUR 2   | MOS 2 | MOS 1   | MOS Ret | MOS DNS | LMS 1   | LMS Ret | LMS 2   | LMS 2 | MIS 2   | MIS 2 | MIS 1 | MIS 2   | JAR 1   | JAR 1   | JAR 4 | JAR 3 |         |       |         |         |        |       |       |         | 2.º      | 377    |
| 2008 | MAN    | 23  | Antonio Albacete | BAR 2 | BAR Ret | BAR 3 | BAR 3   | MIS 1   | MIS 2 | MIS 2 | MIS 2 | ALB 3  | ALB 2 | ALB 1   | ALB 1  | NOG 3   | NOG 3 | NOG 2 | NOG 1  | NUR 2 | NUR 5 | NUR 4 | NUR 3   | MOS 3 | MOS 3   | MOS Ret | MOS 4   | ZOL 1   | ZOL 1   | ZOL 3   | ZOL 2 | LMS Ret | LMS 8 | LMS 1 | LMS Ret | JAR 1   | JAR 1   | JAR 1 | JAR 1 |         |       |         |         |        |       |       |         | 3.º      | 372    |
| 2009 | MAN    | 23  | Antonio Albacete | ASS 1 | ASS 2   | ASS 1 | ASS 2   | MIS 3   | MIS 3 | MIS 2 | MIS 1 | ALB 1  | ALB 2 | ALB 1   | ALB 4  | NOG 3   | NOG 1 | NOG 3 | NOG 1  | BAR 3 | BAR 1 | BAR 2 | BAR 2   | NUR 2 | NUR 3   | NUR 4   | NUR 2   | MOS 2   | MOS 2   | MOS 1   | MOS 1 | ZOL 1   | ZOL 7 | ZOL 2 | ZOL Ret | LMS 2   | LMS 1   | LMS 2 | LMS 3 | JAR Ret | JAR 5 | JAR 1   | JAR 1   |        |       |       |         | 2.º      | 467    |
| 2010 | MAN    | 2   | Antonio Albacete | MIS 3 | MIS C   | MIS 5 | MIS 1   | ALB 1   | ALB 2 | ALB 1 | ALB 1 | NOG 4  | NOG 1 | NOG 1   | NOG 8  | NUR 2   | NUR 2 | NUR 1 | NUR 3  | SMO 1 | SMO 4 | SMO 7 | SMO 1   | MOS 4 | MOS 3   | MOS 3   | MOS 3   | ZOL 4   | ZOL 1   | ZOL 2   | ZOL 4 | LMS 2   | LMS 2 | LMS 2 | LMS 5   | JAR 3   | JAR 6   | JAR 3 | JAR 3 |         |       |         |         |        |       |       |         | 1.º      | 387    |
| 2011 | MAN    | 1   | Antonio Albacete | DON 2 | DON 1   | DON 3 | DON Ret | MIS 2   | MIS 3 | MIS 2 | MIS 2 | ALB 10 | ALB 5 | ALB 4   | ALB 3  | NOG 3   | NOG 2 | NOG 2 | NOG 5  | NUR 4 | NUR 1 | NUR 1 | NUR 5   | SMO 1 | SMO Ret | SMO Ret | SMO 6   | MOS 5   | MOS 3   | MOS DSQ | MOS 9 | ZOL 1   | ZOL 2 | ZOL 1 | ZOL 3   | JAR 3   | JAR 1   | JAR 1 | JAR 5 | LMS 5   | LMS 9 | LMS DNS | LMS DNS |        |       |       |         | 2.º      | 355    |
| 2012 | MAN    | 2   | Antonio Albacete | EST 2 | EST 3   | EST 2 | EST 2   | MIS 2   | MIS 3 | MIS 1 | MIS 5 | JAR 2  | JAR 1 | JAR 3   | JAR 2  | NOG 1   | NOG 7 | NOG 1 | NOG 12 | DON 2 | DON 6 | DON 1 | DON 5   | NUR 2 | NUR 1   | NUR 3   | NUR 6   | SMO 1   | SMO 3   | SMO 2   | SMO 3 | MOS 1   | MOS 1 | MOS 2 | MOS 4   | ZOL Ret | ZOL 5   | ZOL 1 | ZOL 3 | JAR 2   | JAR 4 | JAR 2   | JAR 3   | LMS 19 | LMS 7 | LMS 5 | LMS Ret | 2.º      | 468    |
| 2013 | MAN    | 2   | Antonio Albacete | MIS 9 | MIS 10  | MIS 1 | MIS 4   | NAV Ret | NAV 3 | NAV 1 | NAV 5 | NOG 1  | NOG 5 | NOG 1   | NOG 5  | RBR 1   | RBR 4 | RBR 2 | RBR 3  | NUR 2 | NUR 2 | NUR 1 | NUR Ret | SMO 2 | SMO 6   | SMO 1   | SMO 6   | MOS 2   | MOS 3   | MOS 3   | MOS 3 | ZOL 1   | ZOL 6 | ZOL 5 | ZOL 2   | JAR 1   | JAR Ret | JAR 3 | JAR 6 | LMS 3   | LMS 6 | LMS 4   | LMS 3   |        |       |       |         | 2.º      | 412    |
| 2014 | MAN    | 2   | Antonio Albacete | MIS 2 | MIS 10  | MIS 3 | MIS 6   | NAV 1   | NAV 5 | NAV 1 | NAV 4 | NOG 1  | NOG 8 | NOG 2   | NOG 8  | RBR 3   | RBR 2 | RBR 2 | RBR 7  | NUR 1 | NUR 4 | NUR 2 | NUR 2   | MOS 3 | MOS 2   | MOS 4   | MOS 1   | ZOL 3   | ZOL 5   | ZOL 2   | ZOL 2 | JAR 3   | JAR 3 | JAR 3 | JAR 4   | LMS 3   | LMS 9   | LMS 2 | LMS 5 |         |       |         |         |        |       |       |         | 3.º      | 377    |
| 2015 | MAN    | 23  | Antonio Albacete | VAL 5 | VAL 5   | VAL 6 | VAL 1   | RBR 5   | RBR 5 | RBR 6 | RBR 3 | MIS 4  | MIS 6 | MIS 4   | MIS 4  | NOG 3   | NOG 3 | NOG 4 | NOG 6  | NUR 8 | NUR 1 | NUR 3 | NUR 6   | MOS 4 | MOS 6   | MOS 3   | MOS 12  | HUN Ret | HUN 9   | HUN 7   | HUN 1 | ZOL 3   | ZOL 5 | ZOL 2 | ZOL 5   | JAR 2   | JAR 5   | JAR 2 | JAR 4 | LMS 1   | LMS 8 | LMS 1   | LMS 6   |        |       |       |         | 5.º      | 385    |